# (7399) 1987 BC2
(7399) 1987 BC2 (1987 BC2, 1965 UU, 1972 VH1, 1989 SV) — астероїд головного поясу, відкритий 29 січня 1987 року.
Тіссеранів параметр щодо Юпітера — 3,577.